# 巧英乡
巧英乡，中国浙江省绍兴市新昌县下辖的一个乡。2019年12月26日，撤销小将镇、巧英乡建制，合并设立新的小将镇。

## 行政区划
巧英乡现辖：
上三坑村、唐家村、桥下村、中溪村、溪口村、细心坑村、莒根村、巧英村、溪竹村、尖坑村、大雷村、三坑村、联防村、雪头村和五星村。